# DME (aviation)
Pour les articles homonymes, voir DME.

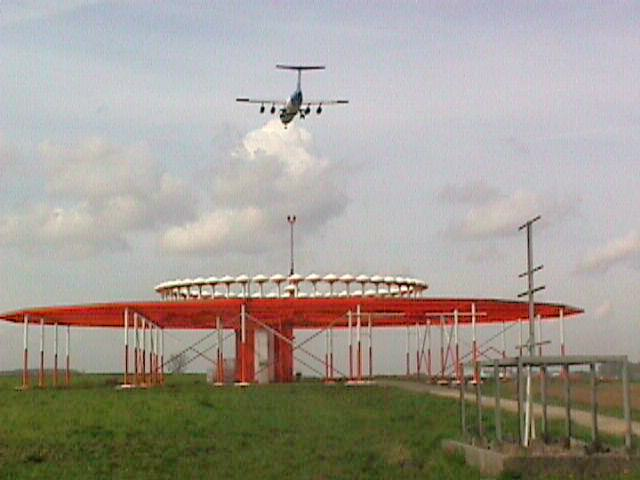
Antenne VOR DME à l'aéroport de Bruxelles

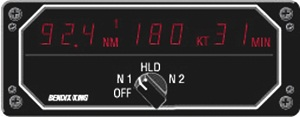
Affichage du DME embarqué (Bendix King KDI 574)

En aviation, un DME (de l'anglais Distance Measuring Equipment, dispositif de mesure de distance) est une radiobalise-transpondeur qui permet à un aéronef de connaître la distance qui le sépare de la station au sol en mesurant le temps que met une impulsion radioélectrique UHF pour faire un aller-retour. Il fut inventé par le britannique Edward George "Taffy" Bowen et V.D. Burgmann. Fonctionnellement, le DME est identique au composant distance du TACAN.

## Fonctionnement

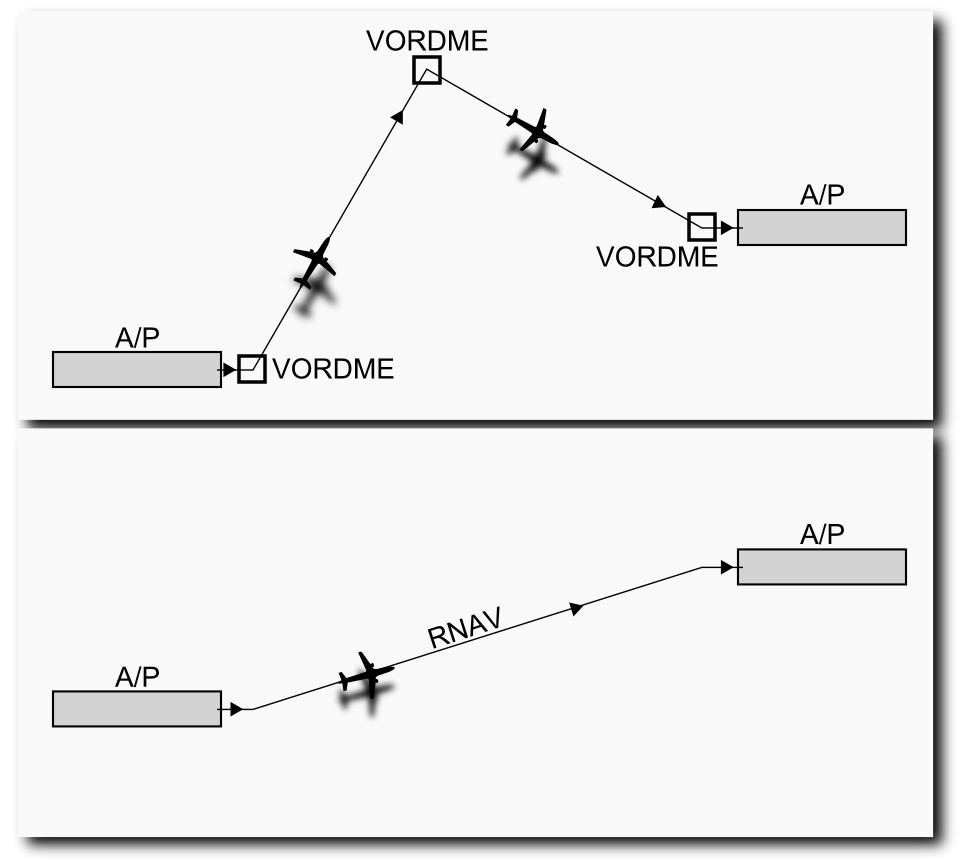
Navigation VOR/DME comparée à la navigation RNAV

L'avion envoie des paires d'impulsions qui sont reçues par la station au sol, considérablement amplifiées, puis réémises avec un retard fixe (retard systématique de 50 microsecondes en mode X, 56 microsecondes en mode Y), sur une fréquence qui diffère par ± 63 MHz. Le récepteur de bord mesure le temps aller-retour et en déduit la distance à la station.
Le système DME fonctionne sur base d'un transcepteur UHF (interrogateur) dans l'avion et d'un transcepteur dans la station au sol (transpondeur). L'interrogateur transmet une paire d'impulsions espacées de 12 µs (codage X) ou 36 µs (codage Y), et en réponse le transpondeur transmet une paire d'impulsion dont l'espacement est de 12 µs (codage X) ou 30 µs (codage Y). Une fois identifiés deux signaux espacés correctement, l'appareil DME peut mesurer le temps pris par le signal pour parcourir l'aller-retour (déduction faite du retard systématique). 
Les informations fournies au pilote sont la distance oblique en milles nautiques, la vitesse sol et le temps pour rejoindre la station. La distance mesurée doit être corrigée en fonction de l'altitude de l'avion pour connaître la distance horizontale. La station au sol s'identifie par un message morse sur une fréquence fixe audible.
La station au sol utilise la gamme de fréquences de 962 à 1 213 MHz qui sont appariées à celles des VOR et des ILS. On parle d'ailleurs souvent d'appareil VOR/DME lorsque les systèmes sont concomitants.
Une station au sol doit pouvoir traiter une centaine d'avions simultanément. Pour ce faire, chaque émetteur embarqué interroge la station à un rythme faible, avec des écarts aléatoires entre paires, afin de reconnaître le signal de retour parmi les autres. La sensibilité du récepteur (son gain) s'ajuste pour ne pas dépasser la limite du nombre d'avions que la station peut gérer (les avions les plus éloignés sont ainsi ignorés en cas de risque de saturation). Certains systèmes DME modernes s'affranchissent de cette limite et peuvent traiter 200 avions ou plus. Pour maintenir une puissance moyenne correcte, la station sol s'auto-teste en s'envoyant des interrogations (800 par seconde par exemple), c'est le "remplissage" (ou "squitter" en anglais). 
La précision d'un DME au réglage (retard) doit être meilleure que 185m, et à l'utilisation, l'OACI préconise une précision minimum de ±(0,25 milles nautiques + 1,25 % de la distance).